# Comic Con Astana
Comic Con Astana — фестиваль популярной культуры, посвященный фантастике, кино, комиксам, аниме, косплею, настольным и видеоиграм.

## История

### 2019

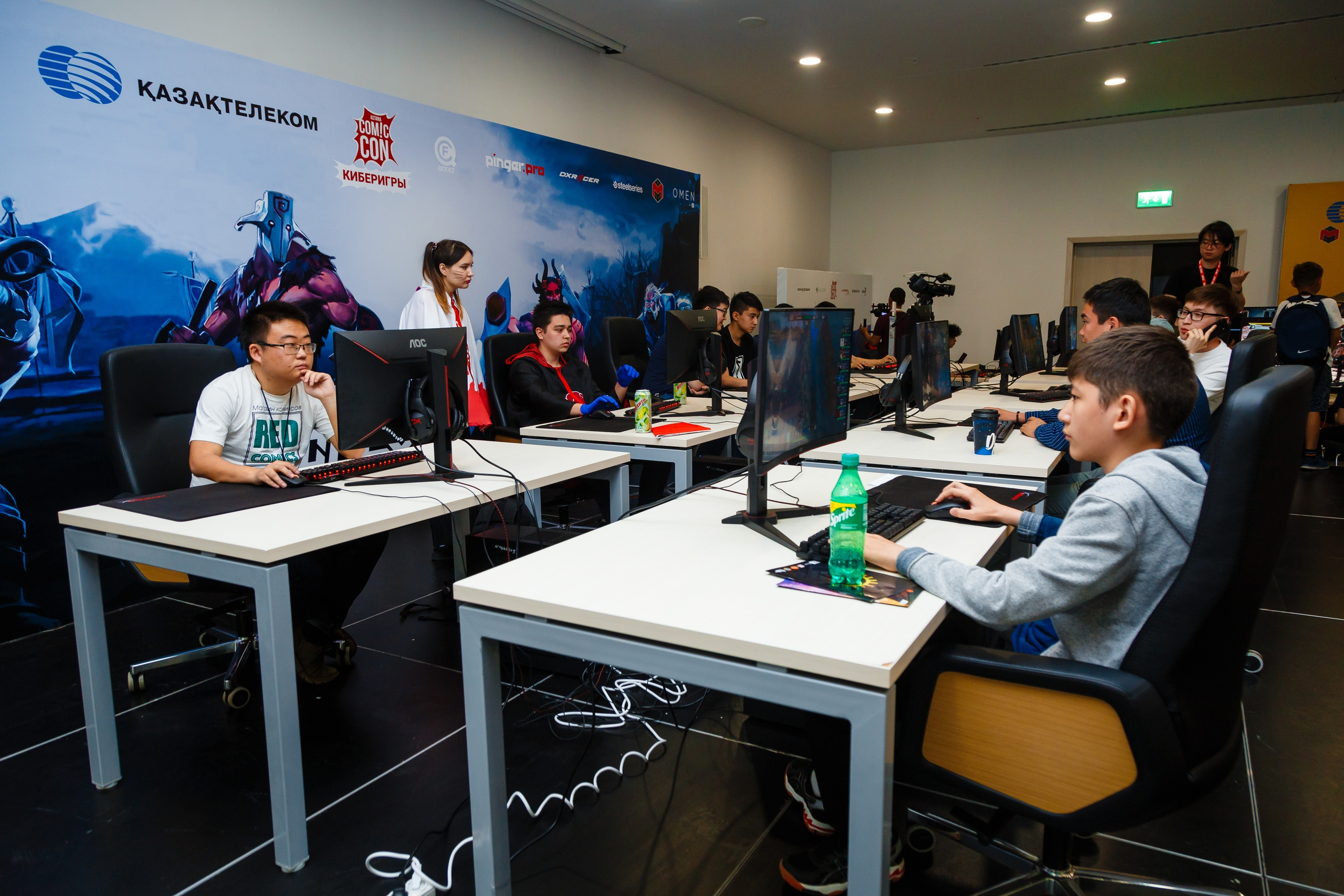
Турнир для посетителей Comic Con Astana

Проходил с 31 мая по 2 июня 2019 года во Дворце независимости. Общее число посетителей конференции составило 53 000 человек.
Гости: Асбек Пилу, Тимур Бекмамбетов, Стас Давыдов (ведущий This is Хорошо).

### 2023
Проходил с 15 по 17 сентября 2023 года в Конгресс-центре.
Гости: Шон Ганн, Майкл Рукер, Сыендук, Пьер Спенглер, Александр Кузнецов.

### 2024
Проводился в городе Астана с 25 по 28 июля 2024 года в Международном Выставочном Центре «EXPO». Количество посетителей - 50 000.
Гости: Мадс Миккельсен, Перси Хайнс Уайт, Рузиль Минекаев, Антон Лапенко, Ян Топлес, Пётр Гланц, Хома, Асель Сагатова

### 2025
Даты проведения - с 9 по 13 июля 2025 года. Места проведения - Астана Арена и Барыс Арена. Количество посетителей - 75 000 человек.
Гости: Энди Серкис, Скотт Эдкинс, Эсай Моралес.